# Wassyl Biloserskyj

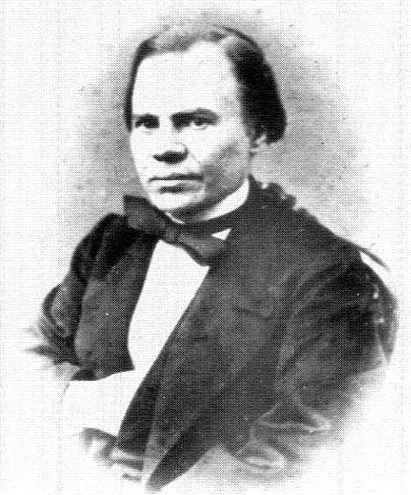
Wassyl Biloserskyj

Wassyl Mychailowytsch Biloserskyj (ukrainisch Василь Михайлович Білозерський; * 1825 in  Motroniwka, Gouvernement Tschernigow, Russisches Kaiserreich; † 20. Februarjul. / 4. März 1899greg. ebenda) war ein ukrainischer bürgerlicher und kultureller Aktivist, Journalist und Pädagoge.

## Leben
Wassyl Biloserskyj kam im Gutshof Motroniwka, heute Teil des Dorfes Oleniwka in der ukrainischen Oblast Tschernihiw zur Welt. Bis 1846 studierte er Geschichte und Philologie an der St.-Wladimir-Universität in Kiew und lehrte anschließend an der Kadettenschule in Poltawa.
Er war der Verfasser eines Programms für Bauernschulen und eines Memorandums über die Statuten der Kyrill-und-Method-Bruderschaft, deren Mitglied er war. Wegen seiner Beteiligung an der Bruderschaft wurde er 1847 nach Petrosawodsk im russischen Gouvernement Olonez verbannt, wo er in der dortigen Gouverneursverwaltung arbeitete. Von 1855 an lebte er in Sankt Petersburg, wo er im Winter 1855/56 heiratete und 1861/62 das erste ukrainische Monatsmagazin „Osnova“ (deutsch: „Basis“) herausgab.
Im März 1861 hielt er in Sankt Petersburg bei der Beerdigung von Taras Schewtschenko, der wie er Mitglied der Kyrill-und-Method-Bruderschaft gewesen war, eine der Grabreden.
Später wechselte er seinen Wohnort nach Warschau, arbeitete dort für die Zeitungen „Мета“ (deutsch: „Objektiv“) und „Правда“ (deutsch: „Wahrheit“) und pflegte Kontakte zu galizischen politischen Aktivisten. Seine letzten Lebensjahre verbrachte er auf dem Familiengut in Motronivka.
Er war der Bruder von Hanna Barwinok und damit Schwager von Pantelejmon Kulisch.